# سه‌گانه اسب آبی
سه گانه اسب آبی (به انگلیسی: The BeaverTrilogy) یک فیلم مستند به کارگردانی ترنت هریس است که در آن ریچارد لاون گریفیتس ، شان پن ، کریسپین گلاور و کورتنی گینس و الیزابت دیلی با هم همبازی هستند.  